# Liste des édifices religieux de Paris
Cet article recense les édifices religieux de Paris, en France.

## Religions abrahamiques

### Christianisme

#### Anglicanisme
- 8e arrondissement :
  - Cathédrale américaine de Paris, 23 avenue George-V.
  - Église anglicane Saint-Michael de Paris, 5 rue d'Aguesseau.
- 16e arrondissement :
  - Église anglicane Saint-Georges de Paris, 7 rue Auguste-Vacquerie.

#### Antoinisme
- 13e arrondissement :
  - Temple antoiniste, 34 rue Vergniaud.
- 17e arrondissement :
  - Temple antoiniste, 10 passage Roux.
- 19e arrondissement :
  - Temple antoiniste, 49 rue du Pré-Saint-Gervais

#### Église adventiste du septième jour
- 13e arrondissement :
  - Église, 130 boulevard de l'Hôpital.
- 20e arrondissement :
  - Église, 96 rue des Grands-Champs.

#### Église apostolique arménienne
- 8e arrondissement :
  - Cathédrale Saint-Jean-Baptiste, 15 rue Jean-Goujon.

#### Église catholique
- 1er arrondissement :
  - Église Notre-Dame-de-l'Assomption, place Maurice-Barrès (mission polonaise, polonophone).
  - Église Saint-Eustache, rue Rambuteau.
  - Église Saint-Germain-l'Auxerrois, place du Louvre.
  - Église Saint-Leu-Saint-Gilles, rue Saint-Denis.
  - Église Saint-Roch, rue Saint-Honoré.
  - Sainte-Chapelle, boulevard du Palais.
- 2e arrondissement :
  - Église Notre-Dame-de-Bonne-Nouvelle, rue de la Lune.
  - Basilique Notre-Dame-des-Victoires, place des Petits-Pères.
- 3e arrondissement :
  - Cathédrale Sainte-Croix de Paris des Arméniens, 15 rue du Perche (Église catholique arménienne, sui iuris).
  - Église Saint-Denys-du-Saint-Sacrement, rue de Turenne.
  - Église Sainte-Élisabeth-de-Hongrie, rue du Temple.
  - Église Saint-Nicolas-des-Champs, rue Saint-Martin.
  - Église du prieuré Saint-Martin-des-Champs, rue Saint-Martin.
- 4e arrondissement :
  - Cathédrale Notre-Dame, île de la Cité.
  - Église Notre-Dame-des-Blancs-Manteaux, rue des Blancs-Manteaux.
  - Église Saint-Gervais-Saint-Protais, place Saint-Gervais.
  - Église Saint-Louis-en-l'Île, île Saint-Louis.
  - Église Saint-Merry, rue Saint-Martin.
  - Église Saint-Paul-Saint-Louis, rue Saint-Antoine.
  - Chapelle de l'Hôtel-Dieu, île de la Cité.
- 5e arrondissement :
  - Église Notre-Dame-du-Liban, rue d'Ulm (Église maronite, sui iuris).
  - Église Notre-Dame du Val-de-Grâce, place Alphonse-Laveran.
  - Église Saint-Éphrem-le-Syriaque, rue des Carmes (Église catholique syriaque, hiérarchiquement dépendante de l'ordinariat des catholiques des Églises orientales résidant en France).
  - Église Saint-Étienne-du-Mont, rue Clovis.
  - Église Saint-Jacques-du-Haut-Pas, rue Saint-Jacques.
  - Église Saint-Julien-le-Pauvre, rue Saint-Julien-le-Pauvre (Église grecque-catholique melchite, sui iuris).
  - Église Saint-Médard, rue Mouffetard.
  - Église Saint-Nicolas-du-Chardonnet, rue des Bernardins (Fraternité sacerdotale Saint-Pie-X).
  - Église Saint-Séverin, rue des Prêtres-Saint-Séverin.
  - Église Sainte-Geneviève (aujourd'hui le Panthéon), place du Panthéon.
  - Chapelle du lycée Henri-IV, rue Clovis.
  - Chapelle du collège de Cluny, place Paul-Painlevé (devenue un musée).
  - Chapelle Sainte-Ursule de la Sorbonne, rue de la Sorbonne.
  - Chapelle du couvent des Bénédictins anglais, rue Saint-Jacques.
  - Chapelle Saint-André du collège des Écossais, rue du Cardinal-Lemoine.
  - Chapelle des Xavières, rue Tournefort.
  - Chapelle du lycée Louis-le-Grand, rue Saint-Jacques.
  - Chapelle de la congrégation du Saint-Esprit, rue Lhomond.
  - Chapelle Saint-Patrick du Centre culturel irlandais de Paris, rue des Irlandais.
- 6e arrondissement :
  - Église Notre-Dame-des-Champs, boulevard du Montparnasse.
  - Église de Saint-Germain-des-Prés, place Saint-Germain-des-Prés.
  - Église Saint-Ignace, rue de Sèvres.
  - Église Saint-Joseph-des-Carmes, rue de Vaugirard.
  - Église Saint-Sulpice, place Saint-Sulpice.
  - Chapelle Saint-Vincent-de-Paul, rue de Sèvres.
  - Chapelle des Sœurs auxiliatrices, rue Saint-Jean-Baptiste-de-La-Salle.
  - Chapelle de l'ancien collège des Quatre-Nations, quai de Conti, Institut de France
  - Chapelle de la Reine, rue de Vaugirard, Petit Luxembourg
  - Chapelle du couvent des Petits-Augustins, rue Bonaparte Beaux-Arts de Paris
  - Chapelle Saint-Sulpice, place Saint-Sulpice
  - Chapelle Notre-Dame-des-Anges, rue de Vaugirard
  - Chapelle de l'ancien monastère de la Visitation Sainte-Marie, rue de Vaugirard
  - Chapelle des Sœurs du Bon Secours de Paris, rue Notre-Dame-des-Champs
  - Cathédrale Saint-Vladimir-le-Grand, 51 rue des Saints-Pères (Église grecque-catholique ukrainienne, sui iuris).
- 7e arrondissement :
  - Cathédrale Saint-Louis-des-Invalides, place Vauban.
  - Basilique Sainte-Clotilde, rue Las-Cases.
  - Église Saint-François-Xavier, place du Président-Mithouard.
  - Église Saint-Pierre-du-Gros-Caillou, rue Saint-Dominique.
  - Église Saint-Thomas-d'Aquin, place Saint-Thomas-d'Aquin.
  - Chapelle de Jésus-Enfant, rue Las-Cases.
  - Chapelle de hôpital Laënnec, rue de Sèvres.
  - Chapelle des Filles de la charité de saint Vincent de Paul, rue Cler.
  - Chapelle de l'Épiphanie, rue du Bac.
  - Chapelle Notre-Dame-de-la-Médaille-Miraculeuse, rue du Bac.
  - Chapelle de l'Institut national des jeunes aveugles, boulevard des Invalides
  - Chapelle des Petites Sœurs des pauvres, avenue de Breteuil.
  - Chapelle Saint-Louis de l'École Militaire, place Joffre.
  - Chapelle de l'externat des Sœurs du Sacré-Cœur, boulevard des Invalides, lycée Victor-Duruy.
- 8e arrondissement :
  - Église de la Madeleine, place de la Madeleine.
  - Église Saint-André-de-l'Europe, rue de Saint-Pétersbourg.
  - Église Saint-Augustin, place Saint-Augustin.
  - Église Saint-Philippe-du-Roule, rue du Faubourg-Saint-Honoré.
  - Église du Saint-Sacrement, avenue de Friedland, (congrégation du Saint-Sacrement).
  - Église Saint-Joseph, avenue Hoche (mission anglophone).
  - Chapelle Notre-Dame-de-Consolation, rue Jean-Goujon (FSSPX).
  - Chapelle Notre-Dame de Salut, rue François-Ier (congrégation des augustins de l’Assomption)
  - Chapelle expiatoire, rue Pasquier.
  - Couvent de l'Annonciation, rue du Faubourg-Saint-Honoré (ordre dominicain).
- 9e arrondissement :
  - Église Notre-Dame-de-Lorette, rue de Châteaudun.
  - Église Saint-Eugène-Sainte-Cécile, rue Sainte-Cécile.
  - Église Saint-Louis-d'Antin, rue de Caumartin.
  - Église de la Sainte-Trinité, place d'Estienne-d'Orves.
  - Chapelle Sainte-Rita, boulevard de Clichy[1]
  - Chapelle du collège-lycée Jacques-Decour, avenue Trudaine
- 10e arrondissement :
  - Église Saint-Joseph-Artisan, rue La Fayette
  - Église Saint-Laurent, boulevard de Strasbourg
  - Église Saint-Martin-des-Champs, rue Albert-Thomas.
  - Église Saint-Vincent-de-Paul, place Franz-Liszt.
  - Chapelle du couvent des Récollets, rue du Faubourg-Saint-Martin
  - Chapelle de l'hôpital Lariboisière, rue Ambroise-Paré
  - Chapelle de l'hôpital Saint-Lazare, square Alban-Satragne
  - Chapelle de l'hôpital Saint-Louis, rue de la Grange-aux-Belles
- 11e arrondissement :
  - Basilique Notre-Dame-du-Perpétuel-Secours, boulevard de Ménilmontant
  - Église du Bon-Pasteur, rue de Charonne
  - Église Notre-Dame-d'Espérance, rue de la Roquette
  - Église Saint-Ambroise, boulevard Voltaire
  - Église Saint-Joseph-des-Nations, rue Saint-Maur
  - Église Sainte-Marguerite, rue Saint-Bernard
  - Chapelle Notre-Dame-Réconciliatrice (communauté srilankaise), boulevard de Belleville
  - Couvent de la Madeleine de Traisnel, rue de Charonne
- 12e arrondissement :
  - Église de l'Immaculée-Conception, rue du Rendez-Vous
  - Église Notre-Dame-de-la-Nativité de Bercy, place Lachambeaudie
  - Église Saint-Antoine-des-Quinze-Vingts, avenue Ledru-Rollin
  - Église Saint-Éloi, place Maurice-de-Fontenay
  - Église du Saint-Esprit, avenue Daumesnil
  - Chapelle Notre-Dame-de-la-Paix de Picpus, rue de Picpus
  - Chapelle de l'Agneau-de-Dieu, place Henri-Frenay
  - Chapelle de la Fondation Eugène-Napoléon, rue du Faubourg-Saint-Antoine
  - Chapelle Sainte-Bernadette, avenue de la Porte-de-Vincennes
  - Chapelle de l'école Saint-Michel-de-Picpus, boulevard de Picpus
  - Chapelle de l'hôpital des Quinze-Vingts, rue de Charenton
  - Chapelle de l'hôpital Saint-Antoine, rue Crozatier
  - Chapelle de l'hospice Saint-Michel, avenue Courteline
- 13e arrondissement :
  - Église Notre-Dame-de-la-Gare, place Jeanne-d'Arc
  - Église Saint-Albert-le-Grand, rue de la Glacière
  - Église Saint-Hippolyte, avenue de Choisy
  - Église Notre-Dame-de-Chine, avenue de Choisy
  - Église Saint-Jean-des-Deux-Moulins, rue du Château-des-Rentiers
  - Église Saint-Marcel, boulevard de l'Hôpital
  - Église Sainte-Anne de la Butte-aux-Cailles, rue Bobillot
  - Église Sainte-Rosalie, boulevard Auguste-Blanqui
  - Chapelle Notre-Dame-de-la-Sagesse, place Jean-Vilar
  - Chapelle Saint-Louis des Gobelins, avenue des Gobelins
  - Chapelle Saint-Louis de l'hôpital de la Pitié-Salpêtrièr, boulevard de l'Hôpital
  - Chapelle des Sœurs Augustines, rue de la Santé
- 14e arrondissement :
  - Église Notre-Dame-du-Rosaire, rue Raymond-Losserand
  - Église Notre-Dame-du-Travail, rue Vercingétorix
  - Église Saint-Dominique, rue de la Tombe-Issoire
  - Église Saint-Pierre-de-Montrouge, avenue du Général-Leclerc
  - Église catholique coréenne, rue Boissonade
  - Chapelle Saint-François, rue Marie-Rose
  - Chapelle Saint-Yves, rue Saint-Yves
  - Chapelle Sainte-Jeanne-d'Arc, avenue Reille
  - Chapelle Saint-Joseph-de-Cluny, rue Méchain
  - Chapelle de la Fraternité des Capucins, rue Boissonade.
  - Chapelle du monastère de la Visitation, avenue Denfert-Rochereau
  - Chapelle Notre-Dame-de-Joye, avenue Denfert-Rochereau
  - Chapelle Notre-Dame-du-Bon-Secours de l'hôpital Notre-Dame-du-Bon-Secours, rue des Plantes
  - Chapelle de la congrégation des Augustines, rue des Plantes
  - Chapelle Sainte-Thérèse de l'infirmerie Marie-Thérèse, avenue Denfert-Rochereau
  - Chapelle Saint-Joseph, rue Raymond-Losserand
  - Chapelle de Tous-les-Saints, boulevard Raspail
  - Chapelle Saint-Paul, boulevard Brune
  - Chapelle Notre-Dame-de-Consolation, boulevard Edgar-Quinet
  - Chapelle de l'hôpital Sainte-Anne, rue Broussais
  - Chapelle de l'abbaye de Port-Royal, boulevard de Port-Royal
  - Chapelle de l'hôpital Cochin, boulevard de Port-Royal
  - Chapelle de l'hôpital Saint-Joseph, rue Raymond-Losserand
  - Chapelle de la Très-Sainte-Trinité-et-de-l'Enfant-Jésus de l'hôpital Saint-Vincent-de-Paul, avenue Denfert-Rochereau
- 15e arrondissement :
  - Église Notre-Dame-de-l'Arche-d'Alliance, rue d'Alleray
  - Église Notre-Dame-de-Nazareth, rue Lecourbe
  - Église Notre-Dame-de-la-Salette, rue de Cronstadt
  - Église Saint-Antoine-de-Padoue, boulevard Lefebvre
  - Église Saint-Christophe-de-Javel, rue Saint-Christophe
  - Église Saint-Jean-Baptiste de Grenelle, place Étienne-Pernet
  - Église Saint-Jean-Baptiste-de-La-Salle, rue du Docteur-Roux
  - Église Saint-Lambert de Vaugirard, rue Gerbert
  - Église Saint-Léon, place du Cardinal-Amette
  - Église Sainte-Rita, rue François-Bonvin
  - Chapelle Notre-Dame-du-Lys, rue Blomet
  - Chapelle Saint-Bernard-de-Montparnasse, avenue du Maine
  - Chapelle de la clinique Blomet, rue Blomet
  - Chapelle des Frères hospitaliers de Saint-Jean-de-Dieu, rue Lecourbe
  - Chapelle Notre-Dame-de-Grâce de Grenelle, rue Fondary
  - Chapelle de la congrégation des Franciscaines de Notre-Dame d'Espérance, rue Dombasle
  - Chapelle du Sacré-Cœur de Jésus, rue Gerbert
  - Chapelle des Petites Sœurs de l'Assomption, rue Violet
  - Chapelle des Jésuites de Saint-Pierre Favre rue Blomet
  - Chapelle de la Maison Saint-Charles des Sœurs de Charité Dominicaines de la Présentation, rue de Vaugirard
- 16e arrondissement :
  - Église Notre-Dame-de-l'Assomption-de-Passy, rue de l'Assomption
  - Église Notre-Dame-d'Auteuil, place de l'Église-d'Auteuil
  - Église Notre-Dame-de-Grâce-de-Passy, rue de l'Annonciation
  - Église Saint-François-de-Molitor, rue Molitor
  - Église Saint-Honoré-d'Eylau (église ancienne), place Victor-Hugo
  - Église Saint-Honoré-d'Eylau (église nouvelle), avenue Raymond-Poincaré
  - Église Saint-Pierre-de-Chaillot, avenue Marceau
  - Église Sainte-Jeanne-de-Chantal, place de la Porte-de-Saint-Cloud
  - Église du Cœur-Immaculé-de-Marie, rue de la Pompe (mission espagnole, hispanophone)
  - Chapelle Sainte-Geneviève d'Auteuil, rue Claude-Lorrain (mission polonaise, polonophone)
  - Église Saint-Albert-le-Grand, rue Spontini (mission allemande, germanophone)
  - Chapelle Notre-Dame-du-Saint-Sacrement, rue Cortambert
  - Chapelle Sainte-Thérèse des Apprentis d'Auteuil, rue Jean-de-La-Fontaine
  - Chapelle du lycée Gerson, rue de la Pompe
  - Chapelle du lycée Janson de Sailly, rue de la Pompe
  - Chapelle du lycée Saint-Louis-de-Gonzague, rue Benjamin-Franklin
  - Chapelle de l'école La Providence Passy, rue de la Pompe
  - Chapelle Sainte-Thérèse, rue Boissière
  - Chapelle des Religieuses de l'Assomption de Lübeck, rue de Lübeck
  - Chapelle de l'abbaye bénédictine Sainte-Marie-des-Victoires, rue de la Source
  - Chapelle de la maison mère des Religieuses de l’Assomption, rue de l'Assomption
  - Chapelle de Marie-Réparatrice, rue Michel-Ange
  - Chapelle des Petites Sœurs des Pauvres, rue de Varize
  - Chapelle Sainte-Périne de l'hôpital Chardon-Lagache, place Théodore-Rivière
  - Chapelle Sainte-Thérèse, rue de l'Assomption
  - Chapelle Sainte-Bernadette, place de l'Église-d'Auteuil
  - Chapelle gréco-catholique roumaine Saint-Georges, rue Ribera.
  - Église catholique russe de la Très-Sainte-Trinité, 39 rue François-Gérard (Église grecque catholique russe, hiérarchiquement dépendante de l'ordinariat des catholiques des Églises orientales résidant en France).
- 17e arrondissement :
  - Église Notre-Dame-de-Compassion, place du Général-Kœnig.
  - Église Sainte-Marie des Batignolles, rue Legendre.
  - Église Saint-Charles-de-Monceau, rue Legendre.
  - Église Saint-Ferdinand-des-Ternes, rue Saint-Ferdinand.
  - Église Saint-François-de-Sales, rue Brémontier.
  - Église Saint-François-de-Sales, rue Ampère.
  - Église Saint-Joseph-des-Épinettes, rue Pouchet.
  - Église Sainte-Marie des Batignolles, place du Docteur-Félix-Lobligeois.
  - Église Saint-Michel des Batignolles, place Saint-Jean.
  - Église Sainte-Odile, avenue Stéphane-Mallarmé.
  - Chapelle Saint-Martin de Porrès, rue Jacques-Ibert.
  - Chapelle Notre-Dame-de-Confiance, 164 rue de Saussure, entrée 9.
  - Chapelle des Ursulines de l'Union romaine, boulevard Pereire.
  - Chapelle des Franciscaines réparatrices de Jésus, avenue de Villiers.
  - Chapelle de la Maison Ozanam, rue René-Blum.
  - Chapelle des Récollets, rue Puteaux (appartenant maintenant à la Grande Loge maçonnique de France, il n'y a plus de cultes).
- 18e arrondissement :
  - Basilique du Sacré-Cœur de Montmartre, rue du Cardinal-Dubois.
  - Basilique Sainte-Jeanne-d'Arc, rue de la Chapelle.
  - Église Saint-Denys de la Chapelle, rue de la Chapelle.
  - Église Notre-Dame-du-Bon-Conseil, rue de Clignancourt.
  - Église Notre-Dame de Clignancourt, place Jules-Joffrin.
  - Église Saint-Bernard de la Chapelle, rue Affre.
  - Église Saint-Jean de Montmartre, rue des Abbesses.
  - Église Saint-Pierre de Montmartre, rue du Mont-Cenis.
  - Église Sainte-Geneviève des Grandes-Carrières, rue Championnet.
  - Église Sainte-Hélène, rue du Ruisseau
  - Église Notre-Dame-de-Chaldée, rue Pajol.
  - Chapelle de l'hôpital Bichat, boulevard Ney.
  - Chapelle Saint-Bruno, rue Saint-Bruno.
  - Chapelle Saint-Pierre-Saint-Paul, impasse des Fillettes.
  - Crypte du martyrium de saint Denis, rue Yvonne-Le-Tac.
  - Chapelle du prieuré Saint-Benoît-Sainte-Scholastique, cité du Sacré-Cœur.
  - Chapelle du Carmel de Montmartre, rue du Chevalier-de-La-Barre.
  - Chapelle des sœurs de Saint-Joseph, rue des Martyrs.
  - Chapelle des Saints-Vincent, rue Damrémont.
- 19e arrondissement :
  - Église de Marie-Médiatrice-de-Toutes-les-Grâces ou sanctuaire Notre-Dame-de-Fátima, avenue de la Porte-du-Pré-Saint-Gervais.
  - Église Notre-Dame-de-l'Assomption des Buttes-Chaumont, rue de Meaux.
  - Église Notre-Dame-des-Foyers, rue de Tanger.
  - Église Sainte-Claire, boulevard Sérurier.
  - Église Sainte-Colette des Buttes-Chaumont, allée Darius-Milhaud.
  - Église Saint-François-d'Assise, rue de Mouzaïa.
  - Église Saint-Georges de la Villette, avenue Simon-Bolivar.
  - Église Saint-Jacques-Saint-Christophe de la Villette, place de Bitche.
  - Église Saint-Jean-Baptiste de Belleville, rue de Belleville.
  - Église Saint-Luc, rue de l'Ourcq.
  - Chapelle Notre-Dame-de-Belleville, allée Gabrielle-d'Estrées.
- 20e arrondissement :
  - Église du Cœur-Eucharistique-de-Jésus, rue du Lieutenant-Chauré.
  - Église Notre-Dame-de-la-Croix, rue Julien-Lacroix.
  - Église Notre-Dame-de-Lourdes, rue Pelleport.
  - Église Notre-Dame-des-Otages, rue Haxo.
  - Église Saint-Germain-de-Charonne, rue de Bagnolet.
  - Église catholique croate Saint-Cyril-Saint-Méthode, rue de Bagnolet.
  - Église Saint-Gabriel, rue Mounet-Sully.
  - Église Saint-Jean-Bosco, rue Alexandre-Dumas.
  - Chapelle Saint-Charles de la Croix-Saint-Simon, rue de la Croix-Saint-Simon.
  - Chapelle du cimetière du Père-Lachaise.
  - Chapelle Saint-Louis de l'hôpital Tenon, rue de la Chine.
  - Chapelle Notre-Dame-Auxiliatrice, rue du Retrait.

#### Église copte
- 10e arrondissement :
  - Église Notre-Dame-d'Égypte, ancienne église Notre-Dame-des-Malades, rue Philippe-de-Girard.
- 20e arrondissement :
  - Église Notre-Dame-des-Coptes, 24 rue de l'Est[2].

#### Église luthérienne
- 4e arrondissement :
  - Église luthérienne des Billettes, 24 rue des Archives.
- 5e arrondissement :
  - Église luthérienne Saint-Marcel, 24 rue Pierre-Nicole.
- 7e arrondissement :
  - Église luthérienne Saint-Jean, 147 rue de Grenelle.
- 9e arrondissement :
  - Église luthérienne de la Rédemption, 16 rue Chauchat.
  - Église évangélique allemande de Paris, 25 rue Blanche.
- 11e arrondissement :
  - Église luthérienne de Bon-Secours, 20 rue Titon.
- 13e arrondissement :
  - Église de la Trinité, 172 boulevard Vincent-Auriol.
- 15e arrondissement :
  - Église luthérienne de la Résurrection, 6 rue Quinault.
  - Église Saint-Sauveur, 105 rue de l'Abbé-Groult.
- 17e arrondissement :
  - Église luthérienne de l'Ascension, 47 rue Dulong.
  - Église suédoise, 9 rue Médéric.
- 18e arrondissement :
  - Église luthérienne Saint-Paul, 90 boulevard Barbès.
- 19e arrondissement :
  - Église luthérienne Saint-Pierre, 55 rue Manin.

#### Églises évangéliques
- 2e arrondissement :
  - Église évangélique pentecôte, 10 rue du Sentier.
- 7e arrondissement :
  - Église évangélique baptiste, 48 rue de Lille.
  - Église évangélique baptiste, 72 rue de Sèvres.
- 9e arrondissement :
  - Chapelle Taitbout, évangélique baptiste coréenne, 42 rue de Provence.
- 10e arrondissement :
  - Église évangélique foi espérance et amour, 30 rue des Vinaigriers.
- 11e arrondissement :
  - Église évangélique 44 rue de la Roquette.
  - Église évangélique Philadelphia, passage du Bureau.
  - Église évangélique protestante, 140 rue Amelot.
- 12e arrondissement :
  - Église évangélique baptiste, 32 rue Victor-Chevreuil.
- 13e arrondissement :
  - Église protestante évangélique du Chemin, 16 passage National.
  - Église protestante évangélique, 3 rue de Wattignies.
  - Église protestante évangélique des Gobelins, 3 rue des Gobelins.
- 14e arrondissement :
  - Armée de Salut, 9 Villa Cœur-de-Vey.
  - Église évangélique baptiste, 23 rue Beaunier.
  - Église évangélique baptiste, 123 avenue du Maine.
  - Église évangélique libre, 85 rue d'Alésia.
  - Église évangélique (Missions évangélique), boulevard Arago.
- 15e arrondissement :
  - Église évangélique vie nouvelle, 5 rue de la Croix-Nivert.
  - Église évangélique de Paris XV (Assemblées de Dieu de France), 25 rue Fondary.
  - Église évangélique Foyer de Grenelle (Mission populaire évangélique de France), 17 rue de l'Avre.
  - Église protestante évangélique, rue des Quatre-Frères-Peignot.
- 17e arrondissement :
  - Église évangélique Arménienne, rue des Ternes.
  - Église évangélique assemblée chrétienne, 12 rue des Épinettes.
  - Église protestante évangélique, 20 rue de Saussure.
  - Église protestante évangélique, 8 rue des Ternes.
- 18e arrondissement :
  - Église évangélique Nazaréen, 36 rue Myrha.
  - Église évangélique (Assemblées de Dieu de France), 48 rue du Professeur-Gosset.
  - Église évangélique baptiste, 163 rue Belliard.
  - Église évangélique baptiste, 18 rue Boinod.
- 19e arrondissement :
  - Église protestante évangélique, 14 rue Clovis-Hugues.
  - Église évangélique baptiste, 8 rue de Palestine.
  - Église évangélique assemblée chrétienne du Bon Berger, passage de Crimée.
  - Église évangélique chinoise, 21 passage Wattieaux.
- 20e arrondissement :
  - Église protestante évangélique, 36 rue du Borrégo.

#### Église néo-apostolique
- 11e arrondissement :
  - Église, 60 rue Trousseau.

#### Église vieille-catholique mariavite
- 4e arrondissement :
  - Chapelle Sainte-Marie, rue Aubriot.
- 10e arrondissement :
  - Église Sainte-Marie-mère-de-Dieu, rue de l'Échiquier.

#### Église orthodoxe
- 5e arrondissement :
  - Paroisse Notre-Dame-Joie-des-Affligés-et-Sainte-Geneviève, 4 rue Saint-Victor.
  - Église des Saints-Archanges, 9 rue Jean-de-Beauvais.
- 6e arrondissement :
  - Paroisse Sainte-Parascève et Sainte-Geneviève, 35 rue Saint-Sulpice dans la crypte de l'église Saint-Sulpice.
- 7e arrondissement :
  - Cathédrale de la Sainte-Trinité; 1 quai Branly.
- 8e arrondissement :
  - Cathédrale Saint-Alexandre-Nevsky, 12 rue Daru.
- 9e arrondissement :
  - Église des Saints-Constantin-et-Hélène, 7 rue Laferrière.
- 11e arrondissement :
  - Paroisse roumaine francophone dans l'église Sainte-Marguerite, 36 rue Saint-Bernard.
- 13e arrondissement :
  - Église Saint-Irénée, 96 boulevard Auguste-Blanqui.
- 15e arrondissement :
  - Église de la Présentation-de-la-Vierge-au-Temple, 91 rue Olivier-de-Serres.
  - Église Saint-Séraphin-de-Sarov, 91 rue Lecourbe.
  - Cathédrale des Trois-Saints-Docteurs, 5 rue Petel.
  - Église géorgienne Sainte-Nino, 8 rue de la Rosière.
  - Chapelle cathédrale Notre-Dame-de-Tendresse, 2, rue Clouet (patriarcat orthodoxe des Nations, considéré non canonique).
- 16e arrondissement :
  - Cathédrale grecque Saint-Étienne (quelquefois appelée Saint-Stéphane), 7 rue Georges-Bizet.
  - Église orthodoxe de Tous-les-Saints de la Terre Russe, 19 rue Claude-Lorrain.
  - Église orthodoxe russe Notre-Dame-du-Signe, 87 boulevard Exelmans.
- 18e arrondissement :
  - Église serbe Saint-Sava, 23 rue du Simplon.
  - Église Saint-Euthyme de Tarnovo les 4 évangiles, 1 rue de la Croix-Moreau.
- 19e arrondissement :
  - Église Saint-Serge, 93 rue de Crimée.

#### Églises réformées
- 1er arrondissement :
  - Temple protestant de l'Oratoire du Louvre, 145 rue Saint-Honoré.
- 4e arrondissement :
  - Temple protestant du Marais, 17 rue Saint-Antoine.
- 5e arrondissement :
  - Église réformée Maison Fraternelle, 37 rue Tournefort.
- 6e arrondissement :
  - Temple protestant de Luxembourg, 58 rue Madame.
- 7e arrondissement :
  - Temple protestant de Pentemont, 106 rue de Grenelle.
- 8e arrondissement :
  - Église écossaise de Paris, 17 rue Bayard.
  - Temple protestant du Saint-Esprit, 5 rue Roquépine.
  - Église danoise de Paris, 17 rue Lord-Byron.
- 9e arrondissement :
  - Temple Milton 10 rue Hippolyte-Lebas.
- 10e arrondissement :
  - Temple protestant de La Rencontre, 17 rue des Petits-Hôtels.
- 11e arrondissement :
  - Temple protestant du Foyer de l'Âme, 7 rue du Pasteur-Wagner.
  - Église protestante chinoise, rue du Moulin-Joly.
- 13e arrondissement :
  - Temple protestant de Port-Royal, 21 boulevard Arago.
- 14e arrondissement :
  - Montparnasse-Plaisance, 95 rue de l'Ouest.
- 16e arrondissement :
  - Temple protestant d'Auteuil, 53 rue Erlanger.
  - Temple protestant de l'Annonciation, 19 rue Cortambert.
- 17e arrondissement :
  - Temple protestant des Batignolles, 4 boulevard des Batignolles.
  - Temple protestant de l'Étoile, 54 avenue de la Grande-Armée.
- 20e arrondissement :
  - Temple protestant de Belleville, 97 rue Julien-Lacroix.
  - Temple protestant de Béthanie, 85 rue des Pyrénées.

#### Œcuménisme
- 7e arrondissement :
  - Église américaine de Paris, 65 quai d'Orsay.

#### Science chrétienne
- 14e arrondissement :
  - Première Église du Christ, Scientiste, 36 boulevard Saint-Jacques.
- 16e arrondissement :
  - Deuxième Église du Christ, Scientiste, 58 boulevard Flandrin.
- 4e arrondissement :
  - Troisième Église du Christ, Scientiste, 33 bis boulevard Bourdon.

### Islam
- 5e arrondissement :
  - Grande mosquée de Paris.
- 10e arrondissement :
  - Mosquée 'Ali Ibn Al Khattab, 83 rue du Faubourg-Saint-Denis.
  - Mosquée El Fatih (mosquée turque), 64 rue du Faubourg-Saint-Denis.
  - Mosquée kurde, 5 rue de la Fidélité.
- 11e arrondissement :
  - Mosquée Abou Bakr As Saddiq, 39 boulevard de Belleville.
  - Mosquée Abou Ayoub Al Ansari, 12 rue Godefroy-Cavaignac.
  - Mosquée Omar Ibn Khattab, 79 rue Jean-Pierre-Timbaud.
  - Mosquée Attaqwa, 7 rue de la Petite-Pierre.
  - Mosquée Alhouda, 61 rue de Charonne.
  - Mosquée turque, 6 boulevard de Ménilmontant.
  - Mosquée turque, 35 cité Industrielle.
- 14e arrondissement :
  - Mosquée de la Maison de Tunisie.
  - Mosquée de la Maison du Maroc.
- 15e arrondissement :
  - Mosquée de Javel, 47 rue de Javel.
- 18e arrondissement :
  - Mosquée AbdelMajid, 23 rue Léon.
  - Mosquée Khalid Ibn El Walid, 28 rue Myrha.
  - Mosquée de la Goutte-d'Or.
  - Mosquée inclusive de Paris.
- 19e arrondissement :
  - Mosquée Adda'wa, 39 rue de Tanger.
- 20e arrondissement :
  - Mosquée des Comoriens, 27 rue Étienne-Marey.
  - Mosquée rue d'Avron, 61 rue d'Avron.
  - Mosquée de Coopération islamique de la communauté africaine, 103 rue Orfila.
  - Mosquée du Centre culturel islamique de Paris, 8 boulevard de Ménilmontant.

### Judaïsme
- 3e arrondissement :
  - Synagogue Nazareth, rue Notre-Dame-de-Nazareth.
- 4e arrondissement :
  - Synagogue de la rue des Tournelles, rue des Tournelles.
  - Synagogue Charles Liché Temple des Vosges, place des Vosges.
  - Synagogue de la rue du Bourg-Tibourg, rue du Bourg-Tibourg.
  - Synagogue de la rue Pavée, rue Pavée.
  - Synagogue du 17 rue des Rosiers, rue des Rosiers.
  - Synagogue du 25 rue des Rosiers, rue des Rosiers.
  - Synagogue Fondation Roger Fleichmann, rue des Ecouffes.
- 5e arrondissement :
  - Synagogue Vauquelin du Quartier Latin, rue Vauquelin.
- 6e arrondissement :
  - Synagogue Edmond Fleg, rue de l'Éperon.
- 8e arrondissement :
  - Synagogue Elie Dray, rue du Faubourg-Saint-Honoré.
- 9e arrondissement :
  - Grande synagogue de Paris, rue de la Victoire.
  - Synagogue Adas Yereim, rue Cadet.
  - Synagogue Buffault, rue Buffault.
  - Synagogue Rashi, rue Ambroise-Thomas.
  - Synagogue Saint-Lazare, rue Saint-Lazare.
  - Synagogue orthodoxe Beth El, rue Saulnier.
  - Synagogue Beth Loubavitch, rue Lamartine.
- 10e arrondissement :
  - Synagogue Beth Matatia, rue La Fayette.
  - Synagogue La Fraternelle, rue des Petites-Écuries.
- 11e arrondissement :
  - Synagogue Don Isaac Abravanel, rue de la Roquette.
  - Synagogue Adath Israël, rue Basfroi.
  - Synagogue Ora Vesimha, rue des Trois-Bornes.
- 12e arrondissement :
  - Synagogue Chivtei Israël, cité Moynet.
  - Synagogue Névé Chalom, avenue du Général-Michel-Bizot.
  - Synagogue Fondation Rothschild, rue de Picpus.
- 13e arrondissement :
  - Synagogue Avoth Ouvanim, rue Sthrau.
  - Synagogue Sidi Fredj Halimi, rue Vergniaud.
- 14e arrondissement :
  - Synagogue Ohr A'Haïm, rue Vercingétorix.
- 15e arrondissement :
  - Synagogue Chasseloup-Laubat, rue Chasseloup-Laubat.
  - Synagogue Ohel Mordekhai, rue Fondary.
  - Synagogue MJLF, rue Gaston-de-Caillavet.
  - Synagogue Adath Shalom, rue George-Bernard-Shaw.
- 16e arrondissement :
  - Synagogue Copernic, rue Copernic.
  - Synagogue de la rue de Montevideo, rue de Montevideo.
  - Synagogue ACCI, avenue du Général-Mangin.
  - Synagogue Salomon Israël, rue Saint-Didier.
  - Synagogue Ahavat Shalom, avenue de Versailles.
- 17e arrondissement :
  - Synagogue Rambam, rue Galvani.
- 18e arrondissement :
  - Synagogue kedouchat Levi, rue Doudeauville.
  - Synagogue Montmartre, rue Sainte-Isaure.
  - Synagogue des Saules Yismah Moché, rue des Saules.
  - Synagogue Beth Loubavitch, rue du Marché-Ordener.
- 19e arrondissement :
  - Synagogue Secrétan, avenue Secrétan.
  - Synagogue Ohel Moché, rue de Thionville.
  - Synagogue Michkenot Israël, rue Jean-Nohain.
  - Synagogue Beth Haya Mouchka, rue Petit.
  - Synagogue Ohaley Yaacov, rue Henri-Murger.
- 20e arrondissement :
  - Synagogue Beth Yaacov Yossef, rue Saint-Blaise.
  - Synagogue de Belleville Or Hahaim, boulevard de Belleville.
  - Synagogue Michkenot Yaacov, boulevard de Belleville.
  - Synagogue Julien-Lacroix Pali Kao, rue de Pali-Kao.
  - Synagogue MJLF, rue du Surmelin.

## Religions orientales

### Bahaïsme
- 16e arrondissement :
  - Temple baha’i, 45 rue Pergolèse.

### Bouddhisme
- 12e arrondissement :
  - Pagode de Vincennes, bois de Vincennes.
  - Kagyu-Dzong, bois de Vincennes.
- 13e arrondissement :
  - Temple bouddhique, dalle des Olympiades.
  - Temple taoïste, rue du Disque.

### Hindouisme
- 18e arrondissement de Paris :
  - Temple Sri Manicka Vinayakar Alayam ou temple de Ganesh, 17 rue Pajol.

## Divers

### Église de Jésus-Christ des saints des derniers jours
- 4e arrondissement :
  - Église, 12 rue Saint-Merri.
- 19e arrondissement :
  - Église, 66 rue de Romainville.

### Judaïsme messianique
- 11e arrondissement :
  - Centre messianique, 1 rue Omer-Talon.

### Positivisme
- 3e arrondissement :
  - Temple de l'Humanité, 5 rue Payenne.

### Témoins de Jéhovah
- 6e arrondissement :
  - Salle du royaume, 10 rue des Grands Augustins.
- 9e arrondissement :
  - Salle du royaume, 63 rue du Faubourg-Poissonnière.
- 13e arrondissement :
  - Salle du royaume, 28 rue Regnault.
- 14e arrondissement :
  - Salle du royaume, 11 rue de Châtillon.
- 16e arrondissement :
  - Salle du royaume, 17 rue Gudin.
- 17e arrondissement :
  - Salle du royaume, 17 rue Bridaine.
  - Salle du royaume, 56 rue Pouchet.
- 18e arrondissement :
  - Salle du royaume, 6 cité de la Chapelle.
- 19e arrondissement :
  - Salle du royaume, 1 avenue Secrétan.
- 20e arrondissement :
  - Salle du royaume, 16 rue Laurence-Savart.
  - Salle du royaume, 190 boulevard de Charonne.

## Pour approfondir

#### Édifices chrétiens
- Agnès Bos, Les églises flamboyantes de Paris : XVe – XVIe siècles, Paris, Picard, 2003, 366 p.
- Georges Brunel, Marie-Laure Deschamps-Bourgeon et Yves Gagneux, Dictionnaire des églises de Paris, Paris, éd. Hervas, 1995, rééd. 2000.
- Bertrand Dumas, Trésors des églises parisiennes, Parigramme, 2012. Préface de Marc Fumaroli.
- Aline Dumoulin, Paris d'église en église, Massin éditeur, 2008  (ISBN 978-2-7072-0583-4).
- Aline Dumoulin et Jérôme Maingard, Chapelles de Paris, Massin éditeur, 2012.
- Mathieu Lours (dir.), Paris et ses églises du Grand Siècle aux Lumières, Picart, 2016.
- Marcel Poëte, Paris, Les Thermes et les Arènes. Le Palais et Notre-Dame. Anciennes églises, Éditions Nilsson, 1925.
- Simon Texier, Églises parisiennes du XXe siècle, Paris, Action artistique de la Ville de Paris, 1997, 246 p.  (ISBN 2-905-118-87-3).
- Jacques Troger, Les plus beaux monuments civils et religieux du Paris néogothique, Massanne, 2020  (ISBN 978-2-911705-62-5).

#### Édifices de culte israélite
- Dominique Jarrassé, Guide du patrimoine juif parisien, Parigramme, 2003.